# 血红小檗
血红小檗（学名：Berberis sanguinea）是小檗科小檗属的植物，是中国的特有植物。分布于中国大陆的四川、湖北等地，生长于海拔1,100米至3,800米的地区，多生于山坡阳处、草坡、路旁、河边、山沟林中以及灌丛中，目前尚未由人工引种栽培。